# Telethusia
Telethusia is een geslacht van vlinders van de familie snuitmotten (Pyralidae), uit de onderfamilie Phycitinae.

## Soorten
- T. ovalis Packard, 1874
- T. rhypodella Hulst, 1887